# Bomba (musica)
La bomba è un genere musicale tipico di Porto Rico ma di antiche origini africane. Le basi musicali furono importate dagli schiavi africani ghanesi e nigeriani che durante il periodo coloniale vennero obbligati a trasferirsi sull'isola per lavorare sotto la corona spagnola.
Il ritmo della bomba è scandito da una serie di percussioni a mano a da maracas; la danza è parte integrante della musica. Altri strumenti utilizzati per suonare la bomba sono i palitos e il güiro.
Nella canzone La Bomba di Ricky Martin sono presenti alcuni ritmi autentici della bomba mischiati ad altre influenze latine.